# Andrasch Starke

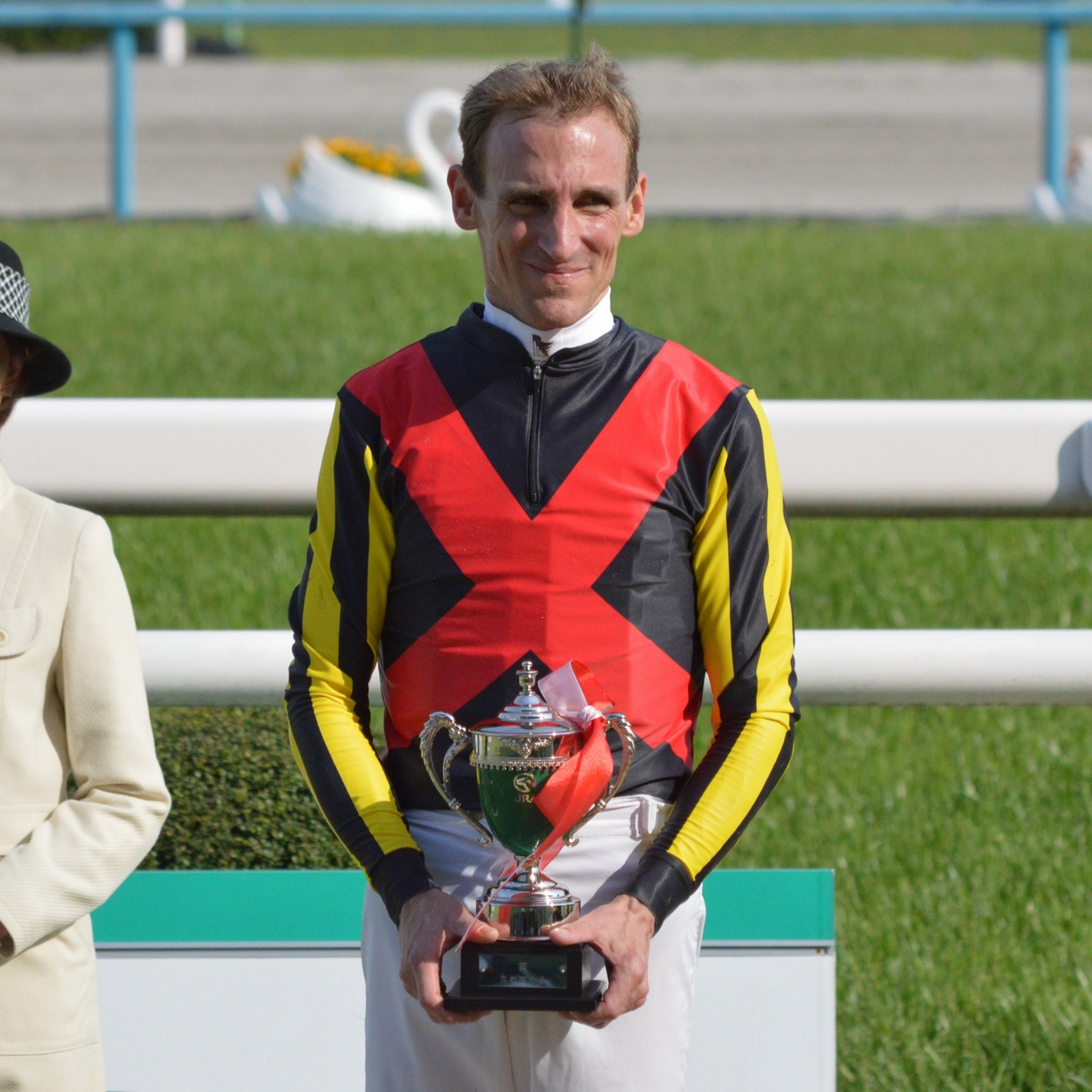
Andrasch Starke (2014)

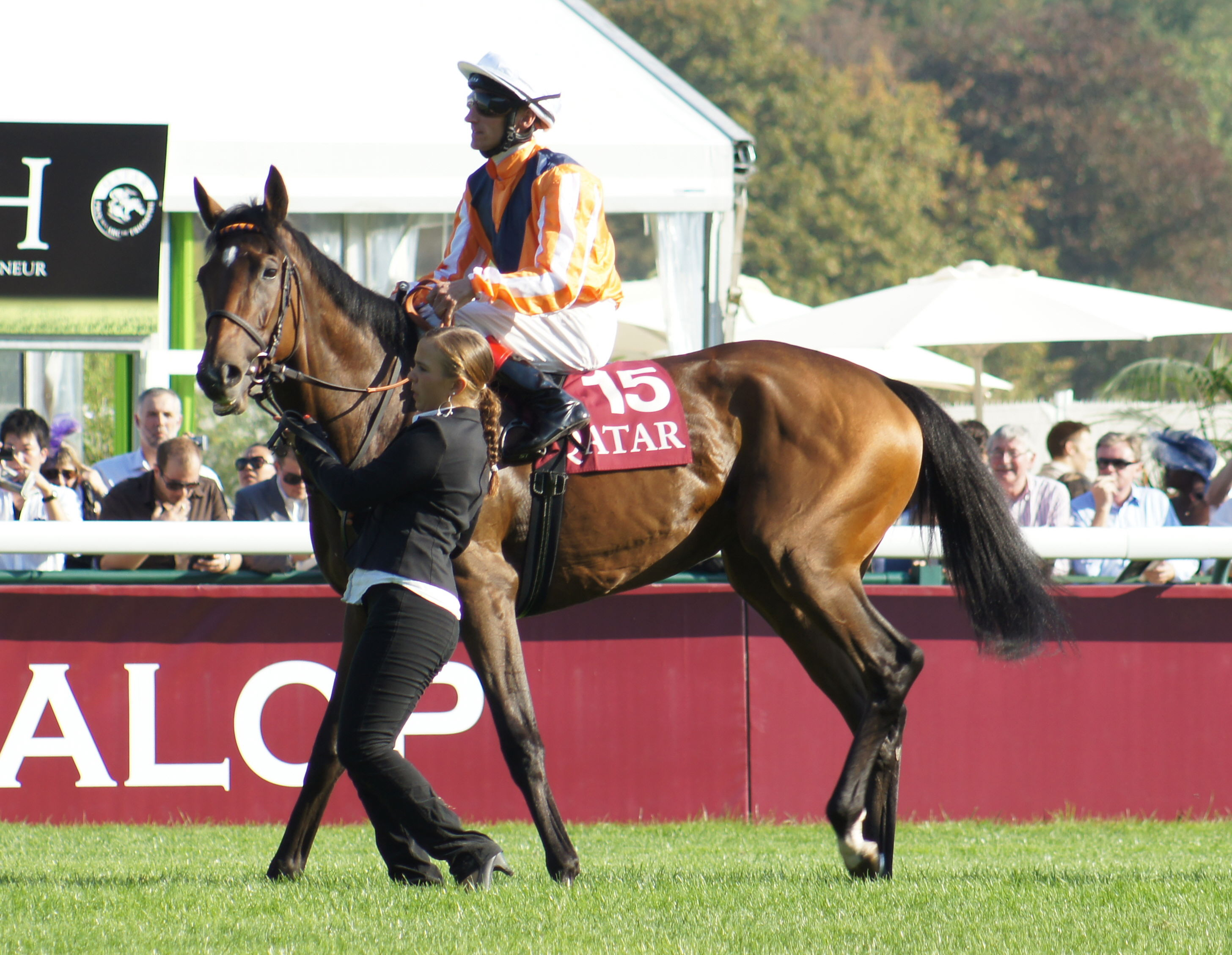
Andrasch Starke auf Danedream (2011)

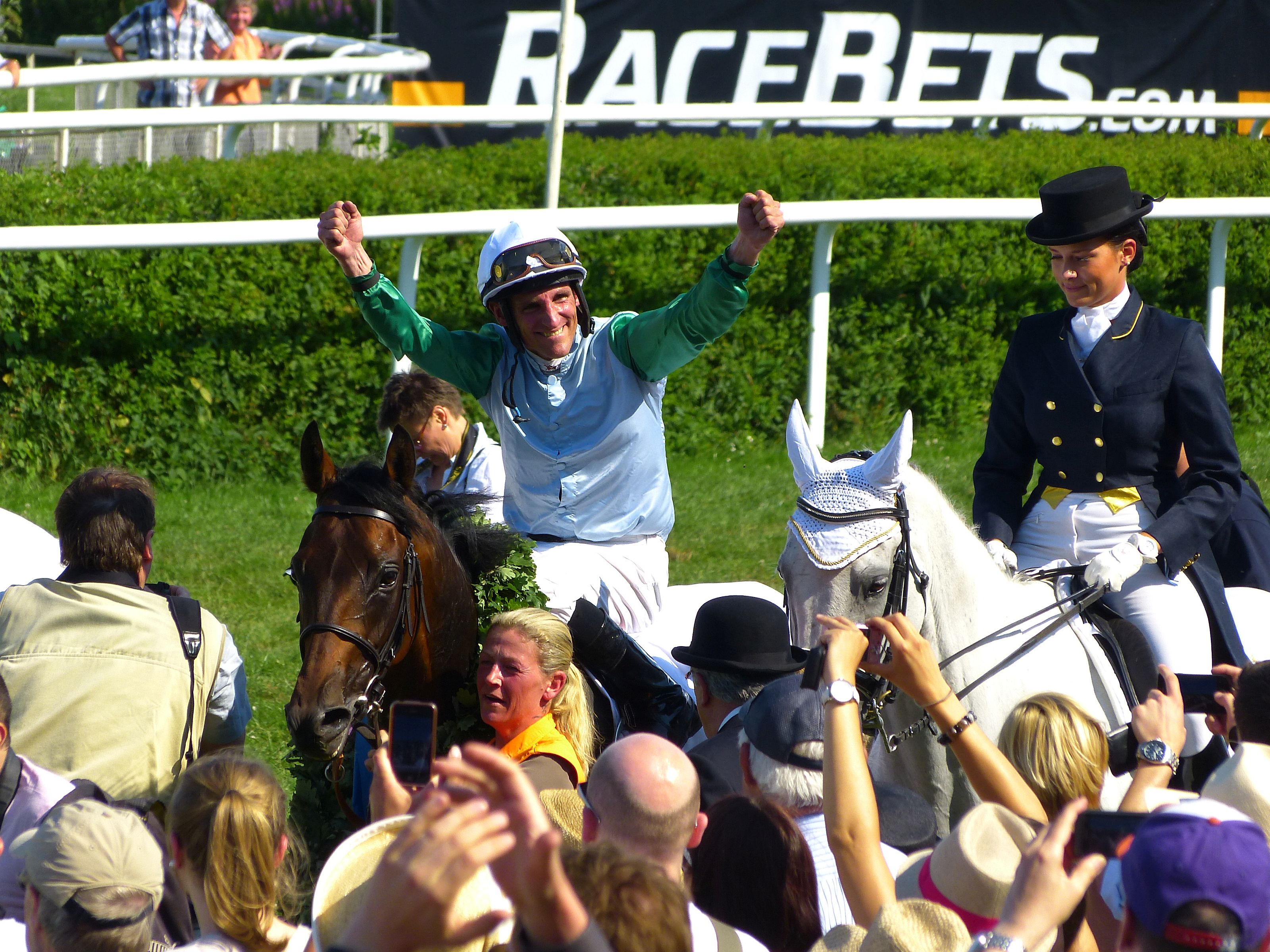
Andrasch Starke (2013)

Andrasch Starke (* 4. Januar 1974 in Stade) ist ein deutscher Jockey. Er gilt als einer der erfolgreichsten deutsche Jockeys im Galopprennsport.

## Leben
Den Einstieg in die aktive Karriere begann Starke 1989 als Amateur-Rennreiter; er gewann sein erstes Rennen auf Si Seigneur in einem Klasse-B-Rennen in Großenkneten. Danach begann er in Köln am Stall von Bruno Schütz eine Ausbildung zum Pferdewirt, Fachrichtung Rennreiten. Anfang 1993 schloss er seine Lehrzeit ab. Seinen ersten Sieg in einem Gruppenrennen konnte Starke 1992 auf der Galopprennbahn Hoppegarten mit Irish Stew erringen.
Er entwickelte sich zu einem der besten deutschen Reiter, was sich in mehreren Jockey-Championaten (1998 bis 2001, 2003, 2012, 2013, 2015, 2018, 2023) niederschlug. Zudem siegte er achtmal beim Deutschen Derby mit Robertico (1998), Samum (2000), Next Desert (2002), Schiaparelli (2006), Kamsin (2008), Lucky Speed (2013), Nutan (2015) und Sisfahan (2021). 1999 und 2000 gewann er mit Elle Danzig den Premio Roma.
2000 und 2005 gewann er in Hongkong auf der Rennbahn Happy Valley die inoffizielle Jockey-Weltmeisterschaft. 2011 wurde er erneut eingeladen und erreichte den 6. Gesamtrang. Er feierte bisher über 2500 Siege, davon mehr als 150 in Gruppenrennen. 2002 wurde er wegen Kokainkonsums für sechs Monate gesperrt. Er konnte jedoch nach Ablauf der Sperre fast nahtlos wieder an seine bisher erfolgreiche Karriere anschließen.
2011 gewann er mit der Stute Danedream in Rekordzeit den Prix de l’Arc de Triomphe, nachdem sie zuvor schon den Großen Preis von Berlin, den Großen Preis von Baden (beide Gruppe 1) und die Oaks d’Italia (Gruppe 2) gewonnen hatte. 2012 folgte ein weiterer großer Erfolg mit dem Sieg Danedreams in den King George VI And Queen Elizabeth Stakes (Gruppe I, 2414 m, ca. 1,28 Mio. €) in Ascot.
Starke siegte 2013 im Deutschen Derby (Gr. I) in Hamburg auf Lucky Speed, der von Peter Schiergen trainiert wurde. Zwei Jahre später stellte er in Arlington Park bei Chicago im American St. Leger Stakes (Gr. III) mit demselben Hengst einen neuen Bahnrekord von 2:46,50 auf.
2016 und 2017 gewann Starke als Jockey die German Racing Champions League. 2021 gewann er in den Farben des Ehepaares Oschmann für den Rennstall Darius Racing das 152. Deutsche Derby auf dem 12:1-Außenseiter Sisfahan, der den ersten Jahrgang des Derbysiegers aus dem Jahr 2016, Isfahan, vertrat. Am Deutschen Derby 2022 durfte er nicht teilnehmen, weil er einen Monat zuvor in Köln wegen übertriebenem Peitschengebrauch von der Rennleitung ein Reitverbot erhalten hatte.
Starke teilt sich mit dem bis in die 1960er Jahre aktiven Jockey Gerhard Streit den Titel der meisten Erfolge im Deutschen Derby mit jeweils acht Siegen. Ab 2022 ritt Starke als Stalljockey am Trainingsquartier von Trainer Markus Klug und dem Gestüt Röttgen in der Nähe von Köln.
Für die Saison 2024 folgte er Trainer Markus Klug bei dessen Wechsel nach Krefeld. Im selben Jahr gewann Starke erstmals in seiner Karriere mit dem von Markus Klug für Darius Racing trainierten Borna das Derby Italiano, ein Rennen der Europa Gruppe II.
Im Mai 2025 gewann Starke mit der Stute Kamunyak in den Japanischen Oaks sein erstes Gruppe I Rennen in Japan.